# Paul Dietzel
Paul Franklin Dietzel (5 de septiembre de 1924 - 24 de septiembre de 2013) fue un jugador de fútbol, entrenador y administrador de atletismo de la universidad estadounidense. Se desempeñó como entrenador en jefe en la Universidad Estatal de Luisiana (1955-1961), la Academia Militar de los Estados Unidos (1962-1965), y la Universidad de Carolina del Sur (1966-1974), una compilación de su carrera de récord de 109-95-5. En 1958 en el equipo de LSU concluyó una temporada con 11-0 con una victoria sobre Clemson en el Sugar Bowl y fue un campeón nacional de consenso. Por sus esfuerzos en ese año, Dietzel fue nombrado el Entrenador Nacional del Año tanto por los entrenadores de fútbol americano de la Asociación y la Asociación de Fútbol de Escritores de América. Dietzel también se desempeñó como director de deportes en Carolina del Sur (1966-1974), la Universidad de Indiana en Bloomington (1977-1978), LSU (1978-1982), y la Universidad de Samford (1985-1987).

## Vida de retiro
Después de retirarse del atletismo de la universidad, Dietzel se convirtió en un pintor de acuarela. Vivió en Baton Rouge, Louisiana, con su esposa, Anne, hasta su muerte.
En 2005, Dietzel, junto con el industrial de la madera Roy O. Martin, Jr., el pionero de los derechos civiles Andrew Young, el comediante Kix Brooks, y de la mujer del entrenador de baloncesto de LSU, Sue Gunter, fueron nombrados un "Legendas de Louisiana" por Louisiana Public Broadcasting.
Dietzel es autor de un libro, Call Me Coach: A Life in College Football, que se publicó en septiembre de 2008 por la Louisiana State University Press.